# Gentle on My Mind
"Gentle on My Mind" er en komposition af John Hartford fra 1967, der selv indspillede sangen på plade og med Felton Jarvis som producer.
Sangen vandt to Grammy Awards i 1968. John Hartford selv fik en for 'Bedste Fremføring af en Folkesang' og den anden gik til Glen Campbell for 'Bedste Country & Western Solo Sang' for hans indspilning af sangen. Det er i øvrigt Glen Campbells version, der har fået størst udbredelse af de to.

## Elvis Presleys version
Elvis Presley brugte, ligesom Hartford havde gjort, Felton Jarvis som producer, da han lavede sin version af "Gentle on My Mind". Elvis var i studiet to gange, før han var tilfreds med resultatet, så både 14. januar og 20. januar 1969 knytter sig til optagelserne, der fandt sted i American Studios i Memphis. 
Elvis Presleys udgave blev udsendt på albummet From Elvis in Memphis i maj 1969.

## Andre udgaver
"Gentle on My Mind" er lavet i et utal af kopiversioner. Af nævneværdige versioner er blandt andet indspilninger af:
- Patti Page
- Aretha Franklin
- Dean Martin
- Waylon Jennings
- John Mogensen (i en dansk-sproget version, "Ensomhedens Gade Nr. 9".)